# Trim

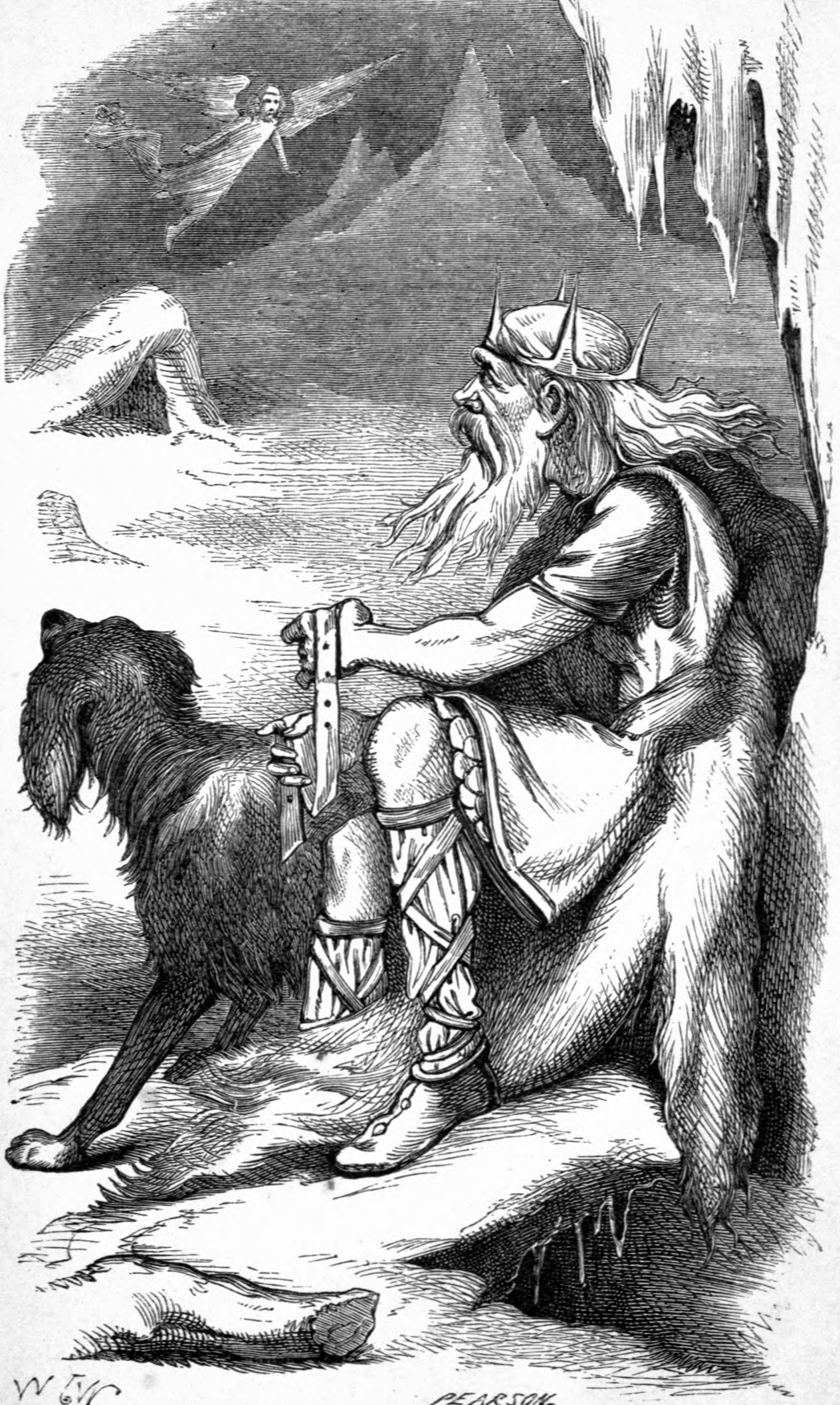
Frontispici del llibre de 1871 Wonderful Stories from Northern Lands (Històries meravelloses de les terres del nord): a Iotunheim, Trim veu arribar Loki volant.

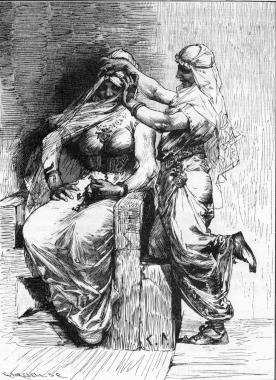
Il·lustració de l'edició suedesa de Frederik Sander de la Edda Poètica: Loki disfressant Tor per a fer-ho passar per la núvia. 1893.

En la mitologia nòrdica, Trim (en norrè, Þrymr "escandalós") és el rei dels ètuns (gegants del gebre).
El seu regne era Iotumheim, però d'acord amb Hversu Noregr byggdist, era la província sueca de Värmland.
Va robar el martell de Tor anomenat Miòlnir, en un intent d'extorquir als déus perquè li lliuressin a Freia per esposa. Heimdal·le va tenir la idea d'enviar a Tor disfressat amb les robes de Freia i així recuperar el poderós martell.
Tor a qui al principi li desagrada la idea, al final acaba acceptant, es disfressa de núvia i porta a Loki disfressat com la seva dama de companyia.
Van ser rebuts per Trim, que alegre del seu triomf, va organitzar un banquet amb els seus familiars. En el festí, Tor va començar a devorar tot el que podia, fet que causà la desconfiança del gegant. Loki, astutament, li replica que la gana de Freia era deguda a l'emoció de ser davant del rei dels gegants.
En un moment Trim va voler besar a Freia i li demana que es descobreixi el vel, Tor amb la intensa lluentor dels seus ulls tomba al gegant, davant la qual cosa Loki replica que la lluentor dels seus ulls era degut a la felicitat.
En determinat moment Trim anuncia «que el martell de Tor segelli aquest compromís», deixant el martell a l'abast de Tor. Aquest li ho arrabassa d'un cop, es despulla de la seva disfressa de núvia i apareix sota la forma del déu del tro. En aquest moment la sala s'omple de trons i llampecs i en un atac d'ira Tor mata Trim i els altres gegants assistents al banquet.
El Þrymskviða dona els detalls de com Tor va obtenir el seu martell novament, però no compta qui va heretar els fabulosos tresors de Trim, atès que tots els seus familiars van ser morts.
Bergfin (Bergfinn) és un fill de Trim, el gegant de Värmland.
També hi ha una lluna de Saturn anomenada Trim, que deu el seu nom al gegant Trim.

## Cultura popular
En el joc de rol Dungeons & Dragons, Trim és el déu dels gegants del gebre.
En la novel·la Hellboy Els ossos dels gegants de Christopher Golden i il·lustrada per Mike Mignola, Trim és l'antagonista principal de la història després que és convocat des de la seva tomba.
A més en l'anime Sword Art Online és l'últim personatge al qual els protagonistes han de derrotar, en aquesta història Trim és el rei dels gegants de gel, que roba el tresor del país de Freia a la qual desitja per esposa, Kirito i els seus amics són els encarregats de vèncer-lo per a obtenir finalment l'espasa Excàlibur.